# Sint-Johannes de Doperkerk (Montfoort, 1863)
De Sint-Johannes de Doperkerk was een rooms-katholieke kerk aan de Hoogstraat 82 in Montfoort.
De parochie H. Johannes de Doper werd in 1855 gesticht. De grond voor de kerk werd in 1857 aangekocht en de kerk werd tussen 1861 en 1863 gebouwd onder pastoor Westerveld. In 1863 werd de kerk plechtig ingewijd door bisschop Schaepman. 
De kerk was een ontwerp van Herman Jan van den Brink. Het was een driebeukige basiliek in neogotische stijl met aan de voorgevel twee traptorens. 
De kerk bleek begin jaren 1920 te klein geworden voor het toenemend aantal katholieken. Er waren plannen om de oude Grote of Sint-Janskerk te kopen van de hervormde gemeenschap, maar toen dat niet doorging werd in 1923 de kerk gesloopt om plaats te maken voor een nieuw kerkgebouw naar ontwerp van Wolter te Riele.

## Bron
- 3eenheidsparochie - Folder bezoekers[dode link]